# Station Brzeźnica
Station Brzeźnica is een spoorwegstation in de Poolse plaats Brzeźnica.